# Francisco Grandmontagne
Francisco Grandmontagne Otaegui (Barbadillo de Herreros, 30 de septiembre de 1866-San Sebastián, 1 de junio de 1936) fue un periodista y escritor español. Se le ha considerado uno de los grandes desconocidos de la generación del 98.

## Biografía

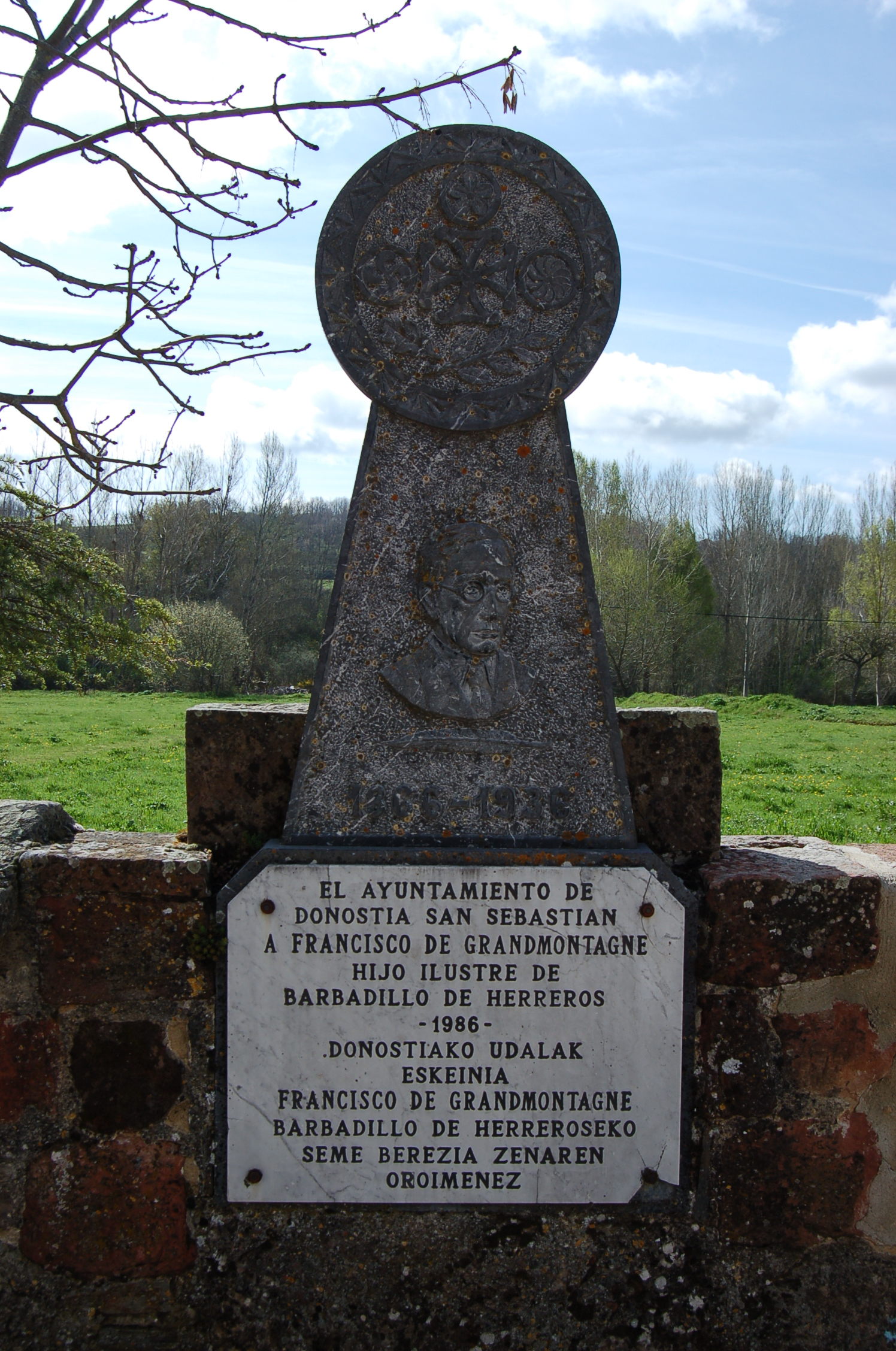
Monumento a Grandmontagne en Barbadillo de Herreros

Nació en la noche del 30 de septiembre de 1866 en la localidad burgalesa de Barbadillo de Herreros, hijo de Javier Grandmontagne (1832), herrero (según unas fuentes oriundo de la Baja Navarra y para otros francés de Olorón), y de Benita Otaegui (1842), de Cegama (Guipúzcoa). Con solo tres años murió su madre, y él y su hermano se criaron con una ama. Casado de nuevo el padre, aún tuvo otros dos hermanos. Con doce años fue llevado a Fuenterrabía donde quedó a cargo de su tío materno.
Con veintiún años emigró a Argentina, donde desembarcó a mediados de diciembre de 1887. Finalmente se instaló en Buenos Aires, en 1890. En esa capital, Grandmontagne creó la revista La Vasconia, dedicada a la colonia vascongada de ese país, publicación que dirigió durante nueve años (hasta el 10 de octubre de 1901). También fue el difusor en el Cono Sur de la obra de noventaiochistas como Azorín, Ramiro de Maeztu, José Ortega y Gasset o Ramón Pérez de Ayala.
En 1903 regresó a España e inició sus colaboraciones en rotativos como El País, El Pueblo Vasco, El Sol, La Noche, Euskal-Erria; continuó su trabajo en otras publicaciones como Caras y Caretas y El Tiempo, y partir de 1906 fue corresponsal del diario La Prensa de Buenos Aires. Inicialmente instalado en Madrid, pronto se trasladó a San Sebastián, donde contrajo matrimonio el 10 de noviembre de 1905 con Jerónima Echeverria, de Cizúrquil, con la que tuvo dos hijos. Al fundarse en 1910 la Asociación de la Prensa donostiarra, Grandmontagne fue elegido su primer presidente. 

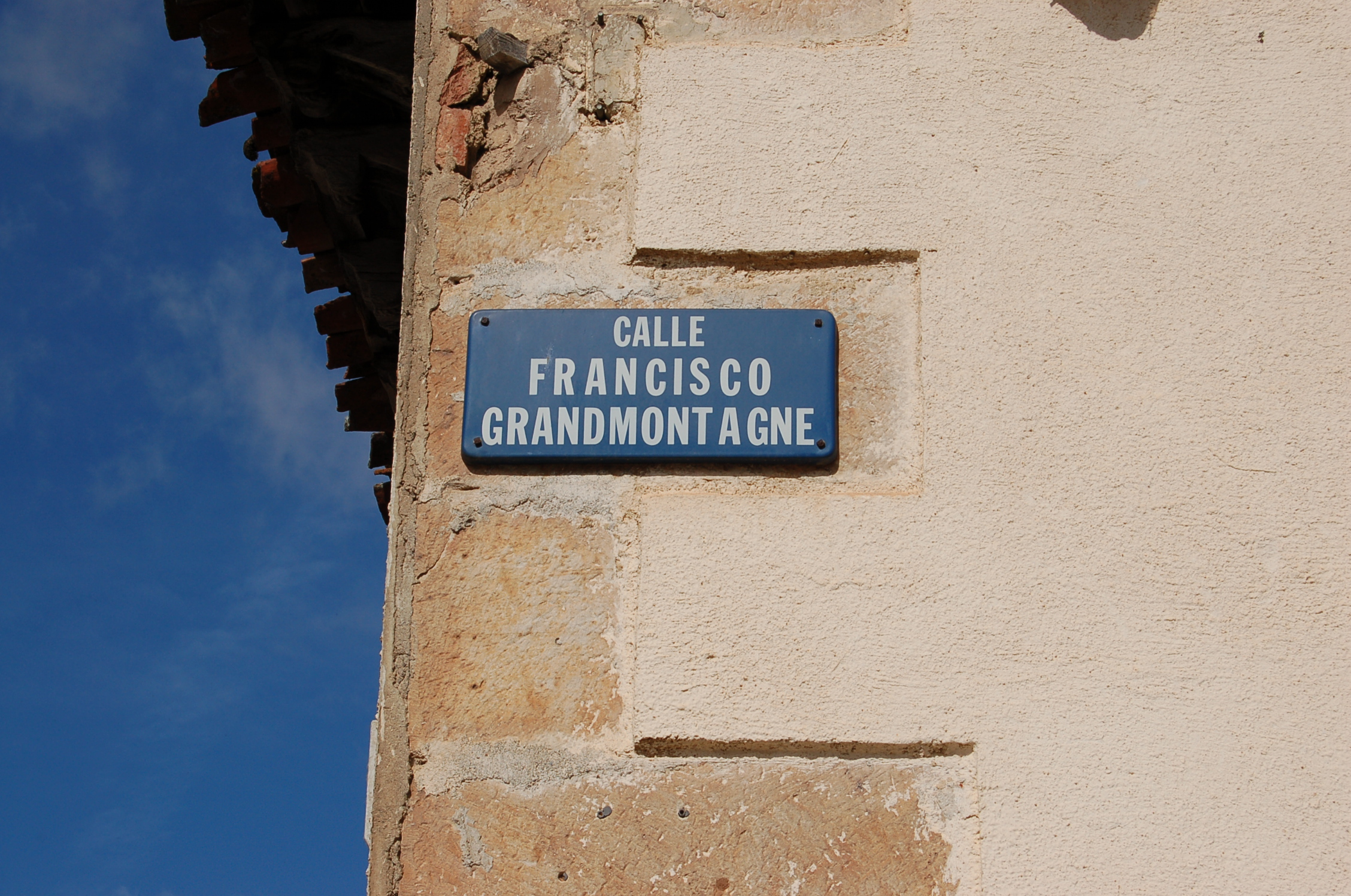
Calle Francisco Grandmontagne en su localidad natal.

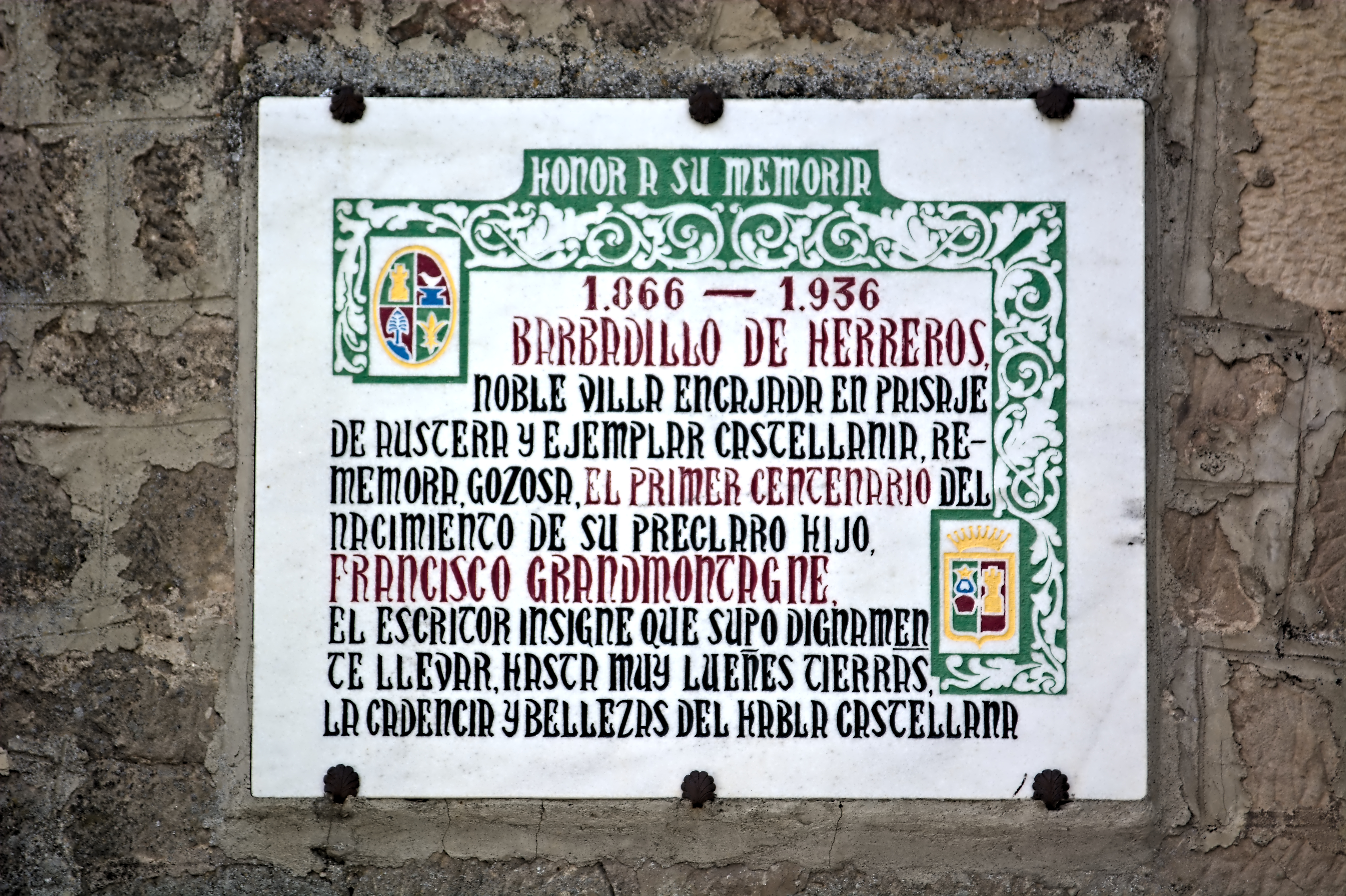
Placa conmemorativa en su localidad natal.

En 1921 y por iniciativa de Ramón Gómez de la Serna, un sexagenario Gandmontagne recibió un banquete homenaje en el mítico Mesón del Segoviano. En él participaron nombres importantes de la literatura española, desde Azorín a Antonio Machado, que aquella noche leyó un poema difícil de olvidar:

Madrid, remolino de España, rompeolas

de las cuarenta y nueve provincias españolas...

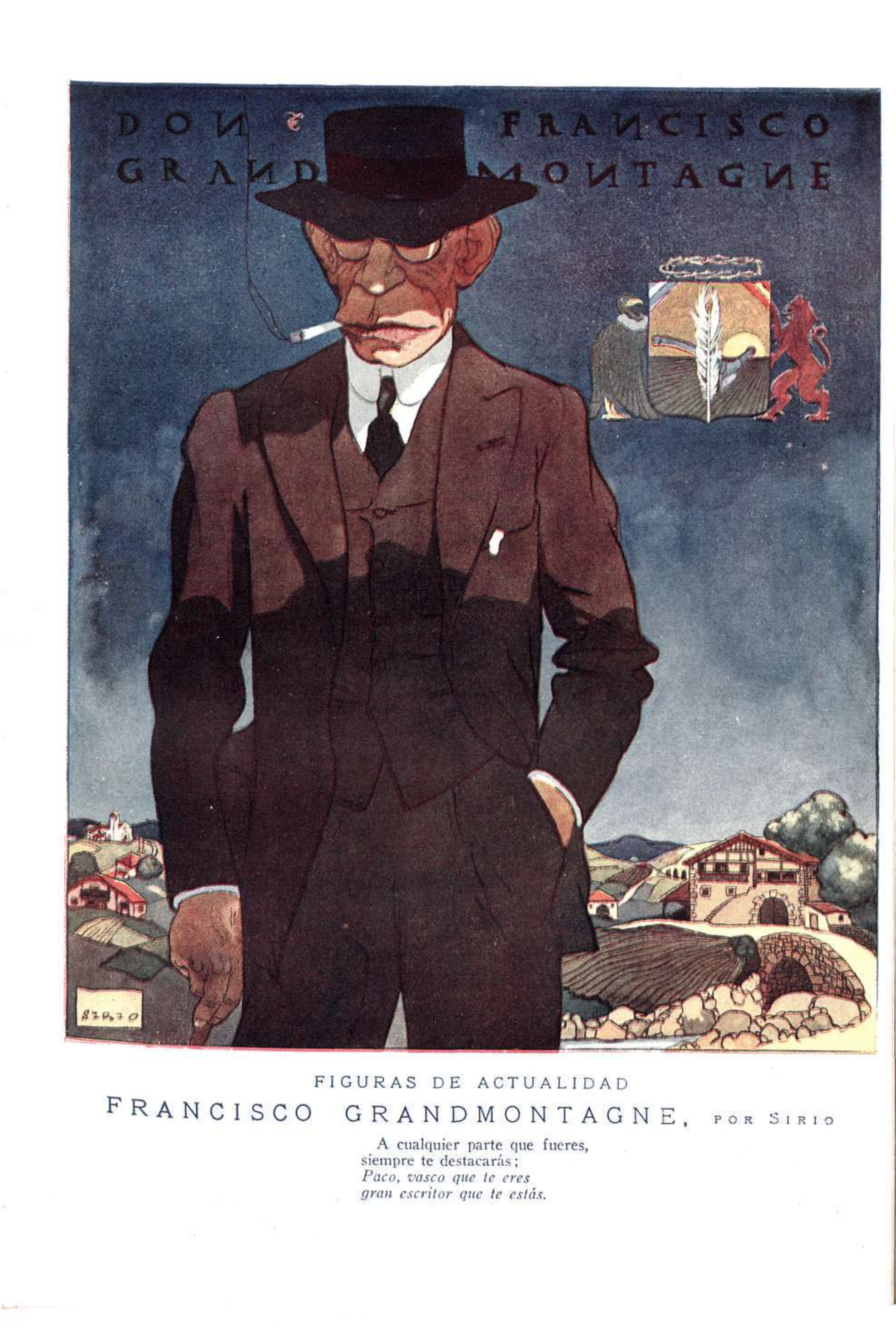
Retratado por Sirio en la revista argentina Caras y Caretas (1922)

En 1923, Primo de Rivera, le ofreció la embajada española en Argentina, premio que Grandmontagne rechazó con parecidos términos: «¿Me ve usted a mí, el ex pulpero martinfierrista, con uniforme de embajador saliendo de la Casa Rosada?». Retirado en San Sebastián, falleció el 1 de junio de 1936, siete semanas antes del estallido de la guerra civil española. Sus restos reposan en el cementerio de Polloe.

## Obras

### Narrativa
- Teodoro Foronda (Buenos Aires, 1896)
- La Maldonada (costumbres criollas), (Buenos Aires, 1898)

### Artículos, cartas y ensayo
- Páginas escogidas (1920-1935) (publicadas en 1966 por Aguilar con motivo del centenario de su nacimiento)
- Los inmigrantes prósperos
- Ecos de la memoria: artículos burgaleses de Francisco Grandmontagne. (Edición de Juan Carlos Estébanez Gil. Burgos: Gran Vía, 2006).
- Vivos, tilingos y locos lindos (Buenos Aires, 1901; el preferido de Miguel de Unamuno).
- Cartas a Unamuno, San Sebastián 1991

### Teatro inédito
- El avión (Buenos Aires, 1902)